# Улица Клары Цеткин (Минск)

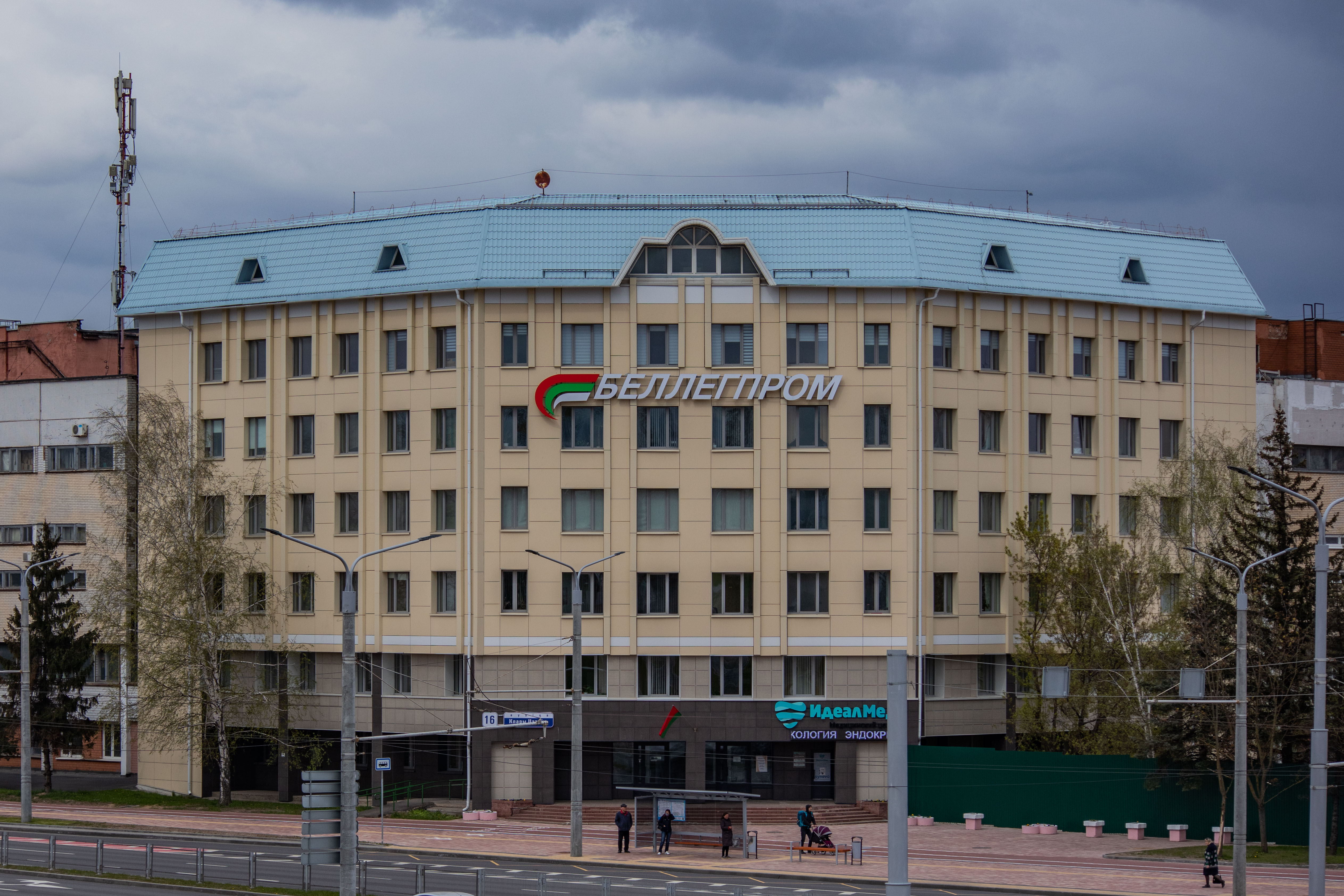
Офис государственного концерна «Беллегпром»

Улица Клары Цеткин (бел. Вуліца Клары Цэткін) — улица в центральной части Минска.

## История
Расположенная некогда в «Немецкой слободе», улица Малая Лютеранская известна с XIX века. Переименована в честь деятельницы немецкого коммунистического и феминистского движения Клары Цеткин после её смерти в 1933 году (ранее, в 1923 году, Клара Цеткин была избрана почётным членом Минского горсовета).

## Описание
Улица начинается от площади Мясникова на перекрёстке с улицей Московской как продолжение улицы Бобруйской. Улица ориентирована в северо-западном направлении. На перекрёстке с улицей Немигой и проспектом Дзержинского расположена площадь Франтишка Богушевича. Далее улица пересекается с улицами Карла Либкнехта, Иерусалимской и Короля, заканчивается перекрёстком с улицами Кальварийской и Тимирязева. Восточнее улицы проходит железнодорожная линия молодечненского направления.
На улице расположено несколько промышленных объектов (кожгалантерейная фабрика ОАО «Галантэя», старые корпуса тонкосуконно-прядильного комбината ОАО «Сукно» и другие), административные здания (Республиканский центр гигиены, эпидемиологии и общественного здоровья, правление концерна «Беллегпром»). Также расположены бизнес-центры, автобаза минского Горремавтодора и другие нежилые здания. По состоянию на 2021 год улица активно застраивается. Часть зданий на улице была снесена в связи со строительством третьей линии Минского метрополитена.
Под улицей, помимо метрополитена, находятся коллекторы для реки Немига и для отвода дождевых вод.

## Транспорт
По улице осуществляется интенсивное движение автобусов, троллейбусов, маршрутных такси. В 2020 году на площади Франтишка Богушевича открыта одноимённая станция Минского метрополитена.